# Зайцевское сельское поселение (Воронежская область)
Зайцевское сельское поселение — муниципальное образование в Кантемировском районе Воронежской области.
Административный центр — село Зайцевка.

## Административное деление
Состав поселения:
- село Зайцевка,
- хутор Бык,
- село Гармашевка,
- село Колесниковка,
- село Новопавловка,
- поселок Первомайский,
- хутор Романенков.